# Шевчук Юрій Васильович
Юрій Васильович Шевчук (нар. 11 листопада 1978) — український футболіст, півзахисник.

## Життєпис
Футбольну кар'єру розпочав у 1996 році в дніпропетровській «Сталі» (аматорська футбольна команда при «Заводі ім. Г. Петровського»). Того ж року прийняв запрошення від «Кривбасу». Дебютував за криворізьку команду 15 вересня 1996 року в програному (1:3) домашньому поєдинку 8-о туру Вищої ліги проти донецького «Шахтаря». Юрій вийшов на поле в стартовому складі та відіграв увесь матч. У команді відіграв півтора сезони. За цей час провів 16 матчів у Вищій лізі та 1 поєдинок у кубку України.
Під час зимової паузи сезону 1997/98 підписав контракт з дніпропетровським «Дніпром». Однак за першу команду дніпропетровців не грав. За другу команду «дніпрян» дебютував 1 квітня 1998 року в переможному (4:0) домшньому поєдинку 18-о туру групи Б Другої ліги проти іллічівського «Портовика». Шевчук вийшов на поле в стартовому складі, а на 84-й хвилині його замінив Андрій Пісний. Дебютним голом за дніпропетровців відзначився 23 квітня 1998 року на 32-й хвилині нічийного (4:4) виїзного поєдинку 22-о туру групи Б Другої ліги проти херсонського «Кристалу». Юрій вийшов на поле в стартовому складі, а на 79-й хвилині його замінив Сергій Назаренко. У команді відіграв три з половиною сезони, за цей час у Другій та Першій лігах чемпіонату України зіграв 35 матчі та відзначився 4-а голами. У сезоні 2000/01 років виступав за інший фарм-клуб «дніпрян» — «Дніпро-3» (14 матчів, 1 гол у Другій лізі).
У 2001 році перейшов до олександрійської «Поліграфтехніки». Дебютував у футболці олександрійців 4 жовтня 2001 року в переможному (4:1) домашньому поєдинку 1/16 фіналу кубку України проти одеського «Чорноморця». Шевчук вийшов на поле на 46-й хвилині, замінивши Олега Жиліна, а на 90-й хвилині отримав жовту картку. У Вищій лізі дебютував за «поліграфів» 13 квітня 2002 року в програному (0:1) домашньому поєдинку 18-о туру проти сімферопольської «Таврії». Юрій вийшов на поле на 45-й хвилині, замінивши Віталія Сахна. У футболці олександрійського клубу відіграв півтора сезони. У другій частині сезону 2001/02 років основним гравцем не був (зіграв по 4 матчі в чемпіонаті та кубку України). Натомість у сезоні 2002/03 років став гравцем основної обойми, провів 21 поєдинок у Вищій лізі та 1 матч у кубку України. По завершенні сезону залишив «Олександрію».
Наступним клубом у кар'єрі Шевчука була київська «Оболонь», за яку він дебютував 27 липня 2003 року в програному (0:1) для киян домашньому поєдинку 4-о туру Вищої ліги проти дніпропетровського «Дніпра». Юрій вийшов на поле на 78-й хвилині, замінивши Лева Сергеєва. Після цього у футболці столичного клубу у Вищій лізі не грав, натомість зіграв 2 матчі в кубку України. Окрім цього виступав за нижчолігові фарм-клуби киян, «Оболонь-2» (2 матчі, 1 гол) та «Красилів-Оболонь» (2 поєдинки). Під час зимової перерви сезону 2003/04 років завершив кар'єру футболіста.